# ヘリット・リートフェルト・アカデミー
ヘリット・リートフェルト・アカデミー（オランダ語: Gerrit Rietveld Academie, GRA）は、オランダの著名な美術大学である。高等職業教育機関（HBO）に分類され、所在地はオランダのアムステルダム。
全学生の45％以上が国外出身者で占められ、その出身国は60を超える。ほとんどの授業は英語で行われている。高度にコンセプチュアルかつ実験的な教育アプローチが取られており、探究心旺盛な学生の創造性を伸ばすことが目標とされている。

## 歴史
ヘリット・リートフェルト・アカデミーは、1924年に3つの学校が統合して誕生した。当初の名前は応用美術研究所（Institute of Applied Art）であった。1939年から1960年にかけて、同校はデ・ステイルとバウハウスの機能主義的・社会批判的な思想の強い影響下にあった。この時期に、社会主義者の建築家マルト・スタムが教育部門長を務めていたからである。
1960年代以降、特に1970年代より、自律的な視覚芸術と個性表現の重要性が増してきた。この傾向は、実践を重んじる態度と批判的な思考という特徴とあわせて、同校のイメージを今でも形作っている。1967年に、同校は現在の校舎に移転した。この校舎は、建築家・家具デザイナーのヘリット・リートフェルトによってデザインされたものである。
1968年、同校はオランダの高等職業教育システムの一部となり、美術大学（アカデミー）としての地位を得た。その際、校舎をデザインしたヘリット・リートフェルトにあやかって学校名を「ヘリット・リートフェルト・アカデミー」へと変更した。

## 学科構成
- Inter-Architecture（インター・アーキテクチャ－）
- Fine Arts（ファインアート）
- DesignLAB
- Graphic Design（グラフィックデザイン）
- Fashion（ファッション）
- Jewellery（ジュエリー）
- TxT (Textiles)（テキスタイル）
- Image and Language（イメージと言語）
- Photography（写真）
- Glass（ガラス）
- Ceramics（陶）
- VAV（映像）
- DOGtime（夜間部）

## 現在の著名な学生
- パパ・ヨリック